# NGC 5769
NGC 5769 (również PGC 53145) – galaktyka eliptyczna (E), znajdująca się w gwiazdozbiorze Wolarza. Odkrył ją Edward Singleton Holden 27 kwietnia 1881 roku.